# Мері Декер
Мері Декер (англ. Mary Decker, 4 серпня 1958) — американська легкоатлетка, олімпійка.

## Виступи на Олімпіадах
| Олімпіада         | Дисципліна         | Місце          |
| ----------------- | ------------------ | -------------- |
| Лос-Анджелес 1984 | біг на 3000 метрів | участь         |
| Сеул 1988         | біг на 1500 метрів | 8              |
| Сеул 1988         | біг на 3000 метрів | 10             |
| Атланта 1996      | біг на 5000 метрів | участь h2 r1/2 |